# Lagny-sur-Marne
Lagny-sur-Marne è un comune francese di 20 498 abitanti situato nel dipartimento di Senna e Marna nella regione dell'Île-de-France.

## Storia

### Simboli
La lettera L è l'iniziale di Lagny. Il chiodo ricorda il chiodo della Passione di Gesù donato all'abbazia di Saint-Pierre dal re Roberto il Pio, intorno al 1019; questa reliquia scomparve quando il monastero fu saccheggiato dai calvinisti nel 1567.
La corona è simbolo dell'appartenenza della città al dominio reale nel XIII secolo. Lagny-sur-Marne era stata precedentemente proprietà dei Conti di Champagne.

## Società

### Evoluzione demografica
Abitanti censiti